# Rem Murray
Raymond Joseph „Rem“ Murray (* 9. Oktober 1972 in Stratford, Ontario) ist ein ehemaliger kanadischer Eishockeyspieler, der während seiner aktiven Karriere zwischen 1991 und 2012 unter anderem 612 Spiele für die Edmonton Oilers, New York Rangers und Nashville Predators in der National Hockey League auf der Position des Centers bestritten hat.

## Karriere
Murray spielte zunächst zwischen 1989 und 1991 in seiner Heimatstadt bei den Stratford Cullitons, einem unterklassigen Juniorenteam. Im Sommer 1991 schrieb sich der Angreifer an der Michigan State University ein, wo er die folgenden vier Jahre parallel für das Eishockeyteam der Universität in der Central Collegiate Hockey Association, einer Division im Spielbetrieb der National Collegiate Athletic Association, auflief. Während dieser Zeit wurde er im NHL Entry Draft 1992 in der sechsten Runde an 135. Stelle von den Los Angeles Kings aus der National Hockey League ausgewählt.
Da die Kings den Kanadier auch nach Abschluss seines Studiums bis zum Sommer 1995 nicht unter Vertrag nahmen, schloss er sich als Free Agent den Edmonton Oilers an. Dort kam er im Verlauf der Saison 1995/96 ausschließlich im Farmteam, den Cape Breton Oilers, in der American Hockey League zum Einsatz. Mit Beginn der Spielzeit 1996/97 gelang ihm schließlich der Sprung in den NHL-Kader Edmontons. Zu deren Aufgebot gehörte er bis in die Saison 2001/02 hinein, ehe er im März 2002 gemeinsam mit Tom Poti zu den New York Rangers transferiert wurde. Im Gegenzug erhielten die Oilers Mike York und ein Viertrunden-Wahlrecht im NHL Entry Draft 2002. Für die Rangers absolvierte Murray bis Mitte Dezember 2002 aber lediglich 43 Spiele, ehe er an die Nashville Predators abgegeben wurde. Die Rangers holten im Tausch für Murray, Tomáš Klouček und Marek Židlický den Torhüter Mike Dunham von den Nashville Predators nach New York. Bei den Predators gehörte der Stürmer bis in die Saison 2003/04 hinein zum Kader. Eine im Januar 2004 erlittene Nackenverletzung zwang ihn aber zu einer längeren Pause, die schließlich dazu führte, dass er die gesamte Saison 2004/05 kein Eishockey spielte.
Ohne Vertrag wechselte Murray zur Saison 2005/06 zu den Houston Aeros in die AHL. Kurz vor dem Ende der regulären Saison wurde er jedoch von seinem Ex-Team aus Edmonton unter Vertrag genommen, mit dem er das Finale um den Stanley Cup erreichte. Nach der Spielzeit wechselte er nach Europa. Dort spielte er zunächst zwei Jahre bis zum Sommer 2008 für den finnischen Hauptstadtklub HIFK Helsinki in der SM-liiga. Anschließend zog es ihn jeweils für ein Spieljahr zum HC Innsbruck aus der österreichischen Erste Bank Eishockey Liga sowie den HC Pustertal aus der italienischen Serie A1. Im Sommer 2010 kehrte Murray erneut nach Innsbruck zurück, nachdem der Klub inzwischen in die Nationalliga abgestiegen war. In seinem zweiten und letzten Jahr war der Kanadier bester Torschütze sowie zweitbester Scorer der Liga, womit er maßgeblichen Anteil am Gewinn des Meistertitels und dem Wiederaufstieg in die EBEL hatte. Nach der Saison beendete er im Alter von 39 Jahren seine Karriere.

### International
Für sein Heimatland spielte Murray bei der Weltmeisterschaft 2001 in Deutschland. Die Kanadier schlossen das Turnier auf dem fünften Rang und damit außerhalb der Medaillenränge ab. Murray selbst steuerte in sieben Einsätzen vier Scorerpunkte bei, darunter ein Tor.

## Erfolge und Auszeichnungen
- 1992 CCHA All-Rookie Team
- 1995 CCHA Second All-Star Team
- 2012 Meister der Nationalliga und Aufstieg in die EBEL mit dem HC Innsbruck
- 2012 Bester Torschütze der Nationalliga-Hauptrunde

## Karrierestatistik

### International
Vertrat Kanada bei:
- Weltmeisterschaft 2001

(Legende zur Spielerstatistik: Sp oder GP = absolvierte Spiele; T oder G = erzielte Tore; V oder A = erzielte Assists; Pkt oder Pts = erzielte Scorerpunkte; SM oder PIM = erhaltene Strafminuten; +/− = Plus/Minus-Bilanz; PP = erzielte Überzahltore; SH = erzielte Unterzahltore; GW = erzielte Siegtore; 1 Play-downs/Relegation; Kursiv: Statistik nicht vollständig)